# Pizzo Cristallina
Pizzo Cristallina – szczyt w Alpach Lepontyńskich, części Alp Zachodnich. Leży w Szwajcarii w kantonie Ticino, blisko granicy z Włochami. Należy do podgrupy Alpy Ticino i Verbano. Można go zdobyć ze schroniska Capanna Cristallina (2575 m).